# Miejskie Przedsiębiorstwo Komunikacyjne w Poznaniu

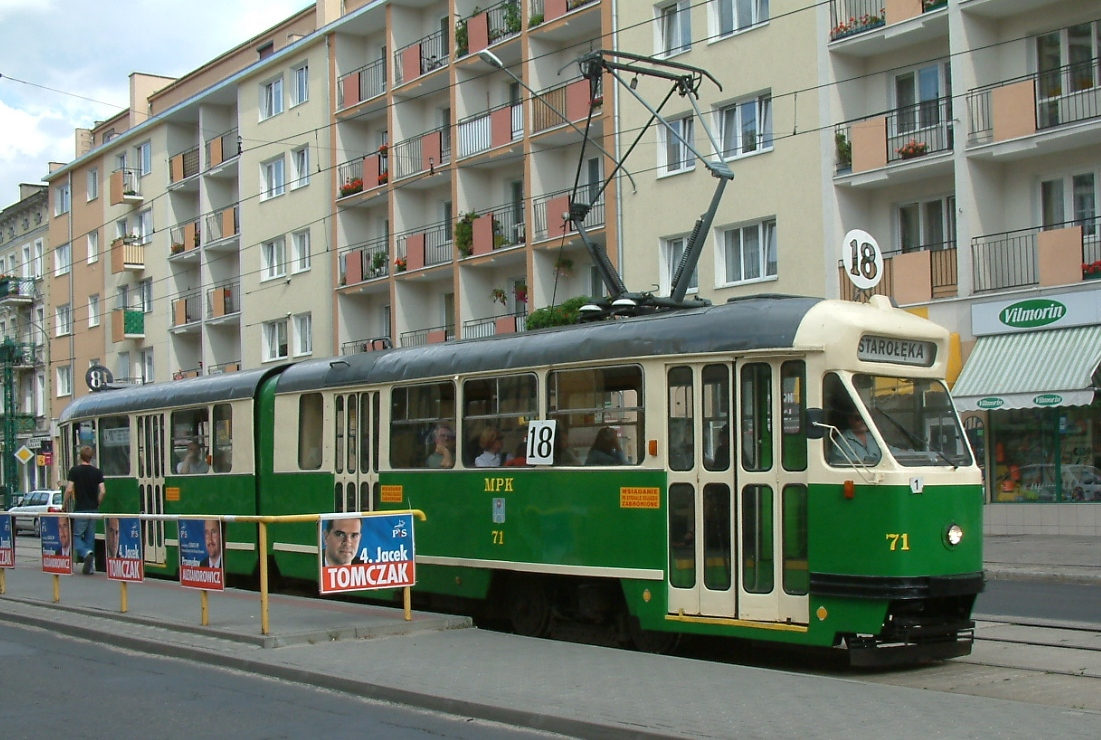
Poznań: tram snodato Konstal 102Na del MPK n. 71 sulla linea 18

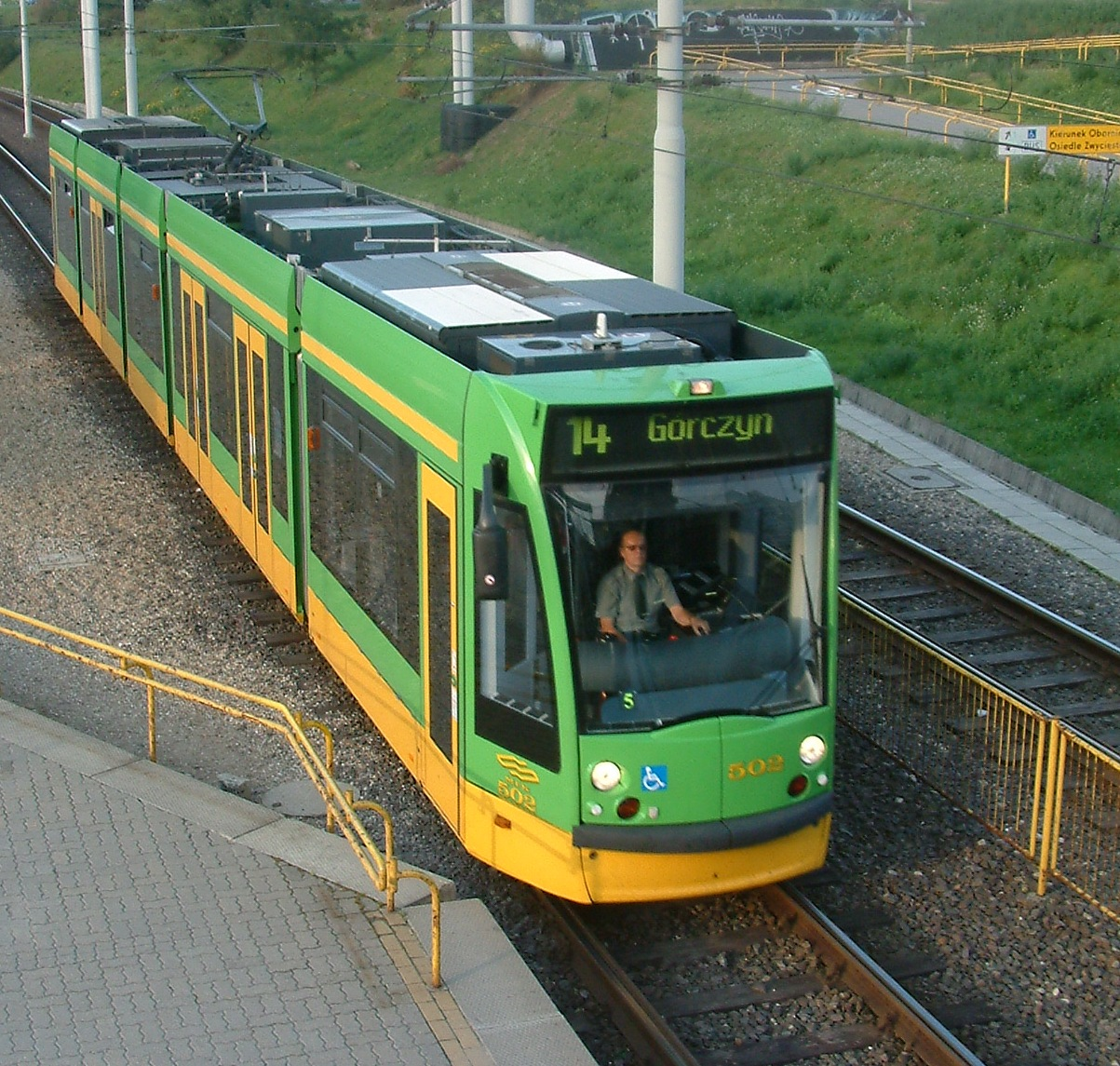
Poznań: tram snodato Siemens Combino del MPK n. 502 sulla linea 14

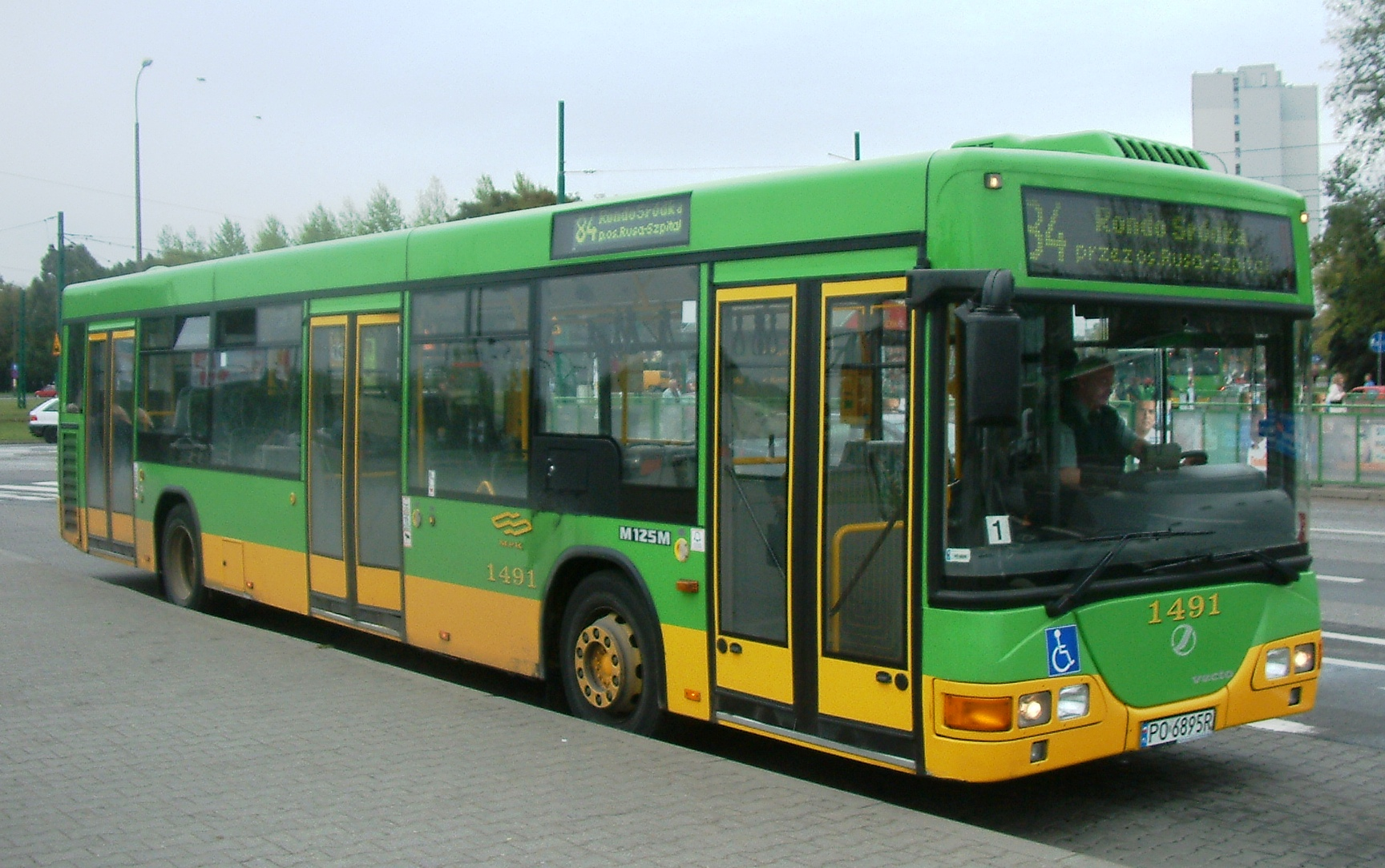
Poznań: autobus Jelcz M125M Vecto del MPK n. 1491 sulla linea 84

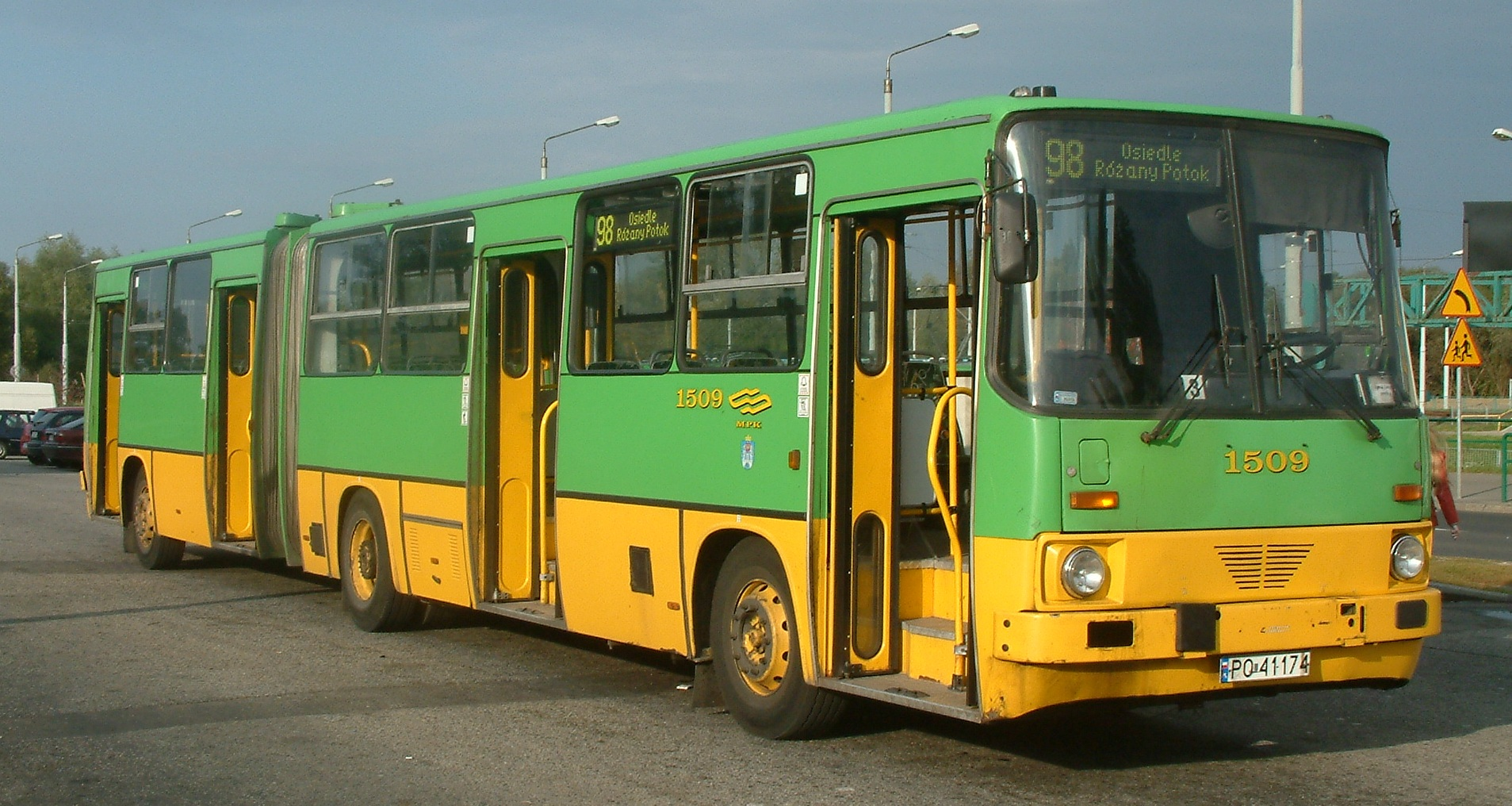
Poznań: autosnodato Ikarus 280.26 del MPK n. 1509 sulla linea 98

MPK Poznań Sp. z o.o., forma abbreviata di "Miejskie Przedsiębiorstwo Komunikacyjne w Poznaniu Spółka z ograniczoną odpowiedzialnością", è l'operatore che svolge il servizio di trasporto pubblico
autotranviario nella città polacca di Poznań e nel suo circondario.

## Esercizio
L'azienda gestisce circa 60 autolinee diurne e 20 notturne, oltre a 18 tranvie diurne ed una notturna; sono inoltre presenti altri collegamenti speciali e turistici.

## Parco aziendale
Ampia e diversificata è la flotta dell'MPK Poznań, facilmente riconoscibile per l'insolita livrea giallo-verde.

### Autobus
I marchi più rappresentati sono Ikarus, Jelcz, MAN, Neoplan e Solaris.

### Tram
Vari sono i modelli della Konstal; non mancano anche i Duewag, i Tatra ed i moderni Siemens Combino.